# فياديو
فياديو هو الشبكة الاجتماعية المهنية. في عام 2016، بعد إيقاف أنشطتها في الصين وفي الخارج (كانون الأول / ديسمبر 2015)، إحتسب 11 مليون عضو في فرنسا(المصدر: البيانات الرئيسية فياديو). واحدة من ميزات فياديو هو الجمع بين المهنيين من الشركات الصغيرة جدا أقل من 10 أفراد، الشركات الصغيرة والمتوسطة بما أن المسجلين من الشركات أقل من 50 موظفا تمثل 45 % من مجموع حسابات الموقع.

## الوصف
فياديو هو خدمة عبر الإنترنت تسمح ببناء كلي لشبكة مهنية. معرف على أنه شبكة معارف تسهل الحوار بين المهنيين. بالنسبة لأعضاء هذه الشبكة يساعد في إدارة السمعة عبر الإنترنت ولتسويق الموظفين.

### الهوية البصرية

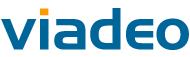
الشعار قبل تموز / يوليه 2009.
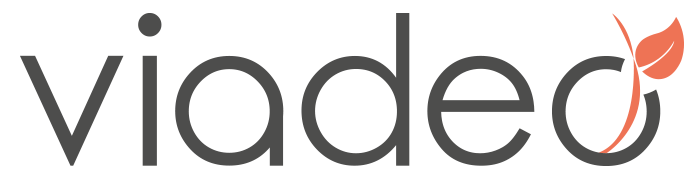
شعار من آذار / مارس 2015.

## الملاحظات والمراجع
1. ↑  "10 millions de Français font confiance à Viadeo" (PDF). 12/05/2015. مؤرشف من الأصل (PDF) في 2015-05-18. اطلع عليه بتاريخ 13/05/2015. {{استشهاد ويب}}: تحقق من التاريخ في: |تاريخ الوصول= و|تاريخ= (مساعدة) نسخة محفوظة 18 مايو 2015 على موقع واي باك مشين.